# Afarové

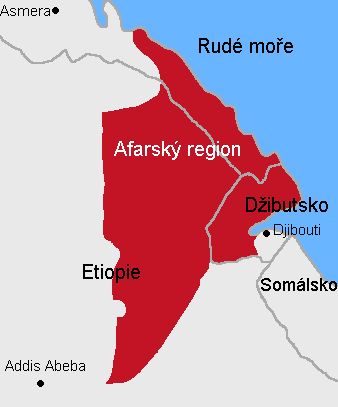
Mapa afarského osídlení.

Vlajka Afarského regionu.

Mapa Afarského regionu v Etiopii.

Afarové jsou etnickou skupinou čítající přes jeden milion lidí, která obývá převážně Afarskou pánev rozkládající se na území států Etiopie, Etritrey a Džibutska. Někdy se pro toto etnikum užívá označení Danakilové pro severní Afary – podle Danakilské prolákliny – a Adelové (či Adalové) pro jižní Afary – podle dřívějšího Adalského sultanátu.
Afarové tvoří víc než 1/3 populace Džibutska a jsou jednou z devíti etnických skupin Etiopie. Afarským jazykem (ze skupiny kušitských) se hovoří v Afarském regionu Etiopie, východní Eritreji a Džibutsku. Afarové jsou převážně kočovnými pastevci, ale můžeme mezi nimi najít i zemědělce.

## Životní styl a kultura
Stejně jako jiní, tak i někteří Afarové migrovali do měst a přizpůsobili se západnímu či kosmopolitnímu stylu života, avšak většina zůstává kočovnými pastevci, chovají kozy, ovce a skot v poušti. Během období sucha se většina přesunuje do tábořišť na březích řeky Awaš. Velbloudi jsou nejběžnějším dopravním prostředkem při přesunech od jednoho vodního zdroje ke druhému. Obvykle se s příchodem listopadových dešťů přesunují do vyšších poloh, aby předešli záplavám a moskytům. Afarskému stanovému domu se říká „ari“ je vytvořený z tyčí a rohoží vztyčených na tyčích. „Bura“ neboli tábor sestává ze dvou nebo více „ari“ a starají se o něj ženy. Afarové doplňují svou stravu z mléka a masa solí, kterou kopou v poušti a rovněž ji společně s mlékem prodávají na trzích v Senbete a Bati. Tradičně je společnost ovládána sultanáty tvořenými z několika vesnic vedených vůdcem – „dardarem“.
Afarové mají kočovný systém, který je bezmála dokonalý. Každý kmen se během roku pohybuje po určité trase, která je určena tak aby byl vždycky v oblasti, kde je dostatek vody a pastvy pro dobytek. Kmeny se po trasách pohybují s velkou přesností a jakékoli odchylky se musí předem dojednat mezi náčelníky.
Afarové jsou organizováni do rodinných klanů a do tříd – „asaimara“ (červení), kteří jsou politicky dominantní třídou a „adoimara“ (bílí) kteří tvoří třídu pracujících. Společnost je patriarchální, muži dědí sílu a charakter po otcích, ale tělesné vlastnosti, jako například výšku a duševní vlastnosti po matkách. U chlapců a kontroverzně i u dívek je prováděna obřízka. Chlapec je posuzován podle své statečnosti při snášení bolesti při obřízce a poté je mu dovoleno oženit se s dívkou podle svého výběru, nicméně pokud možno s dívkou z jeho vlastní etnické skupiny, ideálně sestřenicí. Ve starých dobách nebylo afarskému muži povoleno oženit se dřív, dokud nezabil jiného muže. Jako důkaz o splnění podmínky bylo vyžadováno uříznuté přirození nepřítele, ten totiž, pokud přežije, se už nikdy nezaslouží o další potomstvo. Tento starý zvyk má pravděpodobně kořeny v boji o životní prostor a vodu.
Afarové mají silný vztah k životnímu prostředí a ke zvěři, sdílejí zemi a zdroje se zvířaty, kterým neubližují, díky tomu zde přežívají kriticky ohrožené druhy zvířat jako je například osel africký, který by jinak začal vymírat.
Afarská kultura zahrnuje specifické součásti oděvů. Pro ženy i muže je hlavní součást oděvu „sanafil“ – bederní zástěra. Ženy ho mají obarvený na hnědou barvu (avšak dnes mnoho žen převzalo i barevný sanafil), kdežto muži nosí sanafil neobarvený. Dále je to například „shash“ nebo „mushal“, což je černý šátek na hlavu, který tradičně nosí vdané ženy.

## Náboženství
Afarové v 10. století po kontaktech s Araby začali konvertovat k Islámu. Větev Islámu který praktikují je silně synkretická a zahrnuje mnoho elementů jejich staršího, domorodého náboženství soustředěného na Boha nebe. Ačkoli jsou Afarové muslimové (obvykle sunnité) a mnohoženství je v souladu s tímto náboženstvím, jsou většinou monogamní.

## Historie
Předkové Afarů se usídlili na statcích v Etiopské vysočině přibližně kolem roku 1000 před naším letopočtem a původně chovali dobytek. Později postupně přecházeli ke kočovnému stylu života a přesunuli se do oblasti kterou v současné době obývají. Od té doby byli zapleteni do mnoha konfliktů s hraničícími kmeny.
Nejranější dochovaná psaná zmínka o Afarech pochází ze 13. století. Napsal ji Arabský autor ibn Sa´id, který udával že žijí v oblasti od okolí přístavu Suakin na jih až k Mandebu, blízko Zeily. Afarové jsou rovněž občasně jsou zmiňováni v Etiopských záznamech, nejprve jako pomoc vládci Amda Seyon při jeho tažení přes řeku Awaš, dále o století později pomohli vládci Baeda Maryam při jeho tažení proti svým sousedům Dobeům. Ke konci 17. století se objevil sultanát Adal, jehož sultán se stal prvním mezi rovnými Afarskými vládci.
V roce 1909 Angličan L. M. Nesbbit jako první z bílých objevitelů prošel tzv. habešskou částí Danakilské pouště od jihu k severu. Tedy oblasti, která byla do tehdejší doby prakticky nepřístupná. O cestě prohlásil, že to bylo osm set kilometrů peklem, ale asi to stálo za to. Význam jeho cesty tkví v tom, že objevitelé, kteří se sem vydali po něm už se nikdy nevydávali do zcela neznámé krajiny.
V roce 1975 vznikla v Etiopii Afarská osvobozenecká fronta (Afar Liberation Front – ALF) po neúspěšném povstání vedeném dřívějším afarským sultánem, Derg (vojenská vláda) ustanovila Autonomní region Assab (nyní nazývaný Aseb v Eritreji), avšak povstání v malé míře pokračovalo až do začátku 90. let. V Džibutsku podobné hnutí fungovalo v 80. letech posléze vyvrcholilo Afarským povstáním v roce 1991.